# Reino de Dotauo
Dotauo (em núbio antigo: Baixo Dau ou Daw) foi suposto reino surgido com o colapso do Reino da Macúria no século XIII, sendo então o último dos Estados cristãos da Núbia. Sua existência, porém, divide as opiniões dos estudiosos, com alguns afirmando que existiu na região beja da Baixa Núbia (norte do Sudão e sul do Egito), enquanto outros pensam ser outro nome para Dongola, a capital de Macúria.

## Teoria do Reino de Dotauo
Ugo Monneret de Villard (1881–1954), fundador da arqueologia da Núbia Cristã, opinou que o topônimo Dongola significa o mesmo que Dotauo. Dotauo aparece como reino ou principado independente em documentos em couro e inscrições murais, que vão de 1144 a 1484, e são originários do território da histórica Nobácia; em 1484, o rei era Joel e o bispo metropolitano de Forte Ibrim era Marco. Os textos ainda revelam que Dotauo tinha a mesma íntima aliança entre Estado e Igreja que houve em Nobácia e Macúria. Para Alberto da Costa e Silva, provavelmente não foi o único dos antigos principados vassalos de Macúria a conservar-se fiel à fé, à estrutura do Estado e às tradições da Núbia. Monneret de Villard, mas também William Y. Adams e Derek A. Welsby, autores de obras mais recentes da história núbia, assumiram Dotauo como pequeno reino que existia sob controle dos reis de Macúria nos séculos XIV e XV, e que após a queda de Macúria, tornou-se independente. Alguns autores ainda pensam que manter-se-ia independente até meados do século XVI.
Monneret de Villard foi ainda mais longe e afirma que Dotauo seria a antiga Nobácia. Era da opinião que Dotauo em antigo núbio significaria "Baixo Dô", e  que Dongola significaria "Alto Dô" ou "Dô das Montanhas". Para ele esses dois nomes de lugares designariam as duas partes principais do Reino de Macúria em sua inter-relação geográfica entre si: a histórica Macúria, com sua capital Dongola, seria a parte superior e a histórica Nobácia, a parte inferior. Em 1365 o rei de Macúria, acompanhado por sua corte, deixou sua capital e retirou-se para o norte, à região da segunda catarata. O reino reduziu territorialmente algumas dezenas de quilômetros do vale do Nilo entre Faras e Ibrim, mas as tradições contínuas do outrora grande Macúria existiram nos próximos cem anos ou mais, e poderiam ter sido finalmente abolidas apenas pela invasão otomana na Baixa Núbia pelo Sultanato de Senar entre as décadas de 1510 e 1520.

## Teoria do topônimo para Dongola
A segunda teoria diz que Dotauo e Dongola estão ligados à raiz dnkl que indica a cor vermelha em várias línguas do nordeste da África,[a] pertencentes tanto às famílias linguísticas afro-asiáticas como às nilo-saarianas. A hipótese gozou de popularidade entre os membros da Missão Polonesa da Velha Dongola. Ela também estabelece as raízes da etimologia popular de Dongola generalizada entre os habitantes da aldeia de Gadar situado nas imediações das ruínas da Velha Dongola, que se consideram como descendentes dos habitantes da capital de Macúria. Para eles, Dongola significa cidade construída de tijolos vermelhos, dos quais fragmentos ocorrem em grande quantidade no topo da estrutura Com A, cobrindo as ruínas da Antiguidade Tardia e Idade Média.

## Falhas das teorias
As hipóteses apresentadas não tiveram como base uma abordagem histórica. Dongola foi fundado na segunda metade do século V ou na primeira metade do XVI, e deve ter sido então que obteve seu nome. Desde o início, a cidade aparentemente desempenhava funções de capital para o Reino de Macúria, que estava em relações hostis com seu vizinho do norte, o Reino da Nobácia. É difícil imaginar que os governantes de Macúria deram à sua recém-fundada capital um nome que fosse complementar ao nome do país em que estivessem em guerra. A invenção de tal nome teria sido justificada apenas numa data posterior, após a unificação de Macúria com a Nobácia. Além disso, sabemos que o nome núbio nativo da Nobácia não era Dotauo. Documentos jurídicos núbios antigos de Ibrim datáveis da segunda metade do século XII até o início do XIII mostram que a Nobácia se chamava Mir em nubiano antigo. Na verdade, Dotauo poderia ter sido o nome em núbio antigo de Macúria. É por puro acaso que este nome nos tenha preservado apenas através de documentos tardios provenientes do território da Nobácia histórica. Se Dotauo é Macúria, contrastar o nome do reino ("Baixo Do") com o da sua capital ("Alto Do") seria absurdo.
Não se sabe exatamente como Dongola se parecia, as primeiras camadas da cidade acabaram ficando escondidas no fundo da estrutura Com A, parece, no entanto, que a cor vermelha não era predominante na paisagem urbana. Os tijolos vermelhos que hoje vemos no topo de Com A eram de edifícios posteriores, principalmente igrejas cristãs. O elemento mais marcante nos séculos V e VI em Dongola certamente eram os poderosas fortes construídas de blocos de basalto cinza escuro e preto. Se o nome da cidade tivesse sido formado a partir da cor predominante de seus edifícios, sem dúvida, seria "Cidade Negra", e não "Cidade Vermelha".